# Nigusil
Nigusil is een gepatenteerde metaallegering, uitgevonden door Moto Guzzi als vervanging van Nikasil. Nigusil en Nikasil zijn bekledingen van cilinders van verbrandingsmotoren ter vervanging van cilindervoeringen. De naam "Nigusil" is samengesteld uit NIchel-GUzzi-SILicio (nikkel-Guzzi-silicium).

## Voorgeschiedenis
Al snel na de introductie van petroleum- en benzine-verbrandingsmotoren werden de cilinders voorzien van een gietijzeren bus, de cilindervoering. Dat had twee redenen: de gietijzeren cilinders vertoonden slijtage, maar konden ook beschadigen. Dan moest de cilinder vervangen worden of opgeboord, gehoond en voorzien van een overmaatzuiger. Bij meercilinders gold dit voor het hele cilinderblok. Nu hoefden alleen de cilindervoeringen vervangen te worden. De tweede reden was de slechte warmtegeleiding van gietijzer. Als alleen de cilindervoering van het slijtvaste gietijzer was gemaakt, kon de rest van het motorblok van aluminium worden gemaakt, dat een veel betere warmtegeleiding had, maar dat ook veel lichter was. Bij motorfietsen was dat een "zwaarwegend" voordeel. De cilindervoeringen konden in de cilinder zijn geperst (waardoor ze er ook weer uitgeperst moesten worden bij vervanging), ze konden in het aluminium zijn gegoten (waardoor ze niet vervangen maar wel bewerkt konden worden) en ze konden los in de cilinder hangen, vastgehouden door de cilinderkop. Vooral de ingegoten versie veroorzaakte problemen door het verschil in uitzettingscoëfficiënt van gietijzer en aluminium. De krachten die daardoor ontstonden resulteerden in vervorming van het zwakste punt, de zuigerveren. 

### Nikasil
Een oplossing werd gevonden door de gietijzeren cilindervoering helemaal weg te laten en de aluminium cilinderwand te voorzien van een chroomlaag, een idee dat werd verbeterd door het chroom te vervangen door Nikasil. Dit was in de tweede helft van de jaren zestig. Dit procedé was uitgevonden door Mahle om de afdichting van wankelmotoren te verbeteren. Nikasil bestond uit korreltjes uit nikkel en siliciumcarbide. Siliciumcarbide is een zeer sterk keramisch materiaal, dat opgelost kan worden in nikkel. De nikkeloplossing kan dan door middel van een elektro-depositiecoating afgegeven worden op de aluminium cilinderwanden. De zuigerveren schrapen de nikkellaag af, waardoor een zeer harde laag van siliciumcarbide ontstaat, wat de zuiger tegen contact met de cilinderwand beschermt. De korreltjes zorgen voor een goede geleiding van de zuigerveren, terwijl de tussenruimte de smeerolie goed vasthoudt.

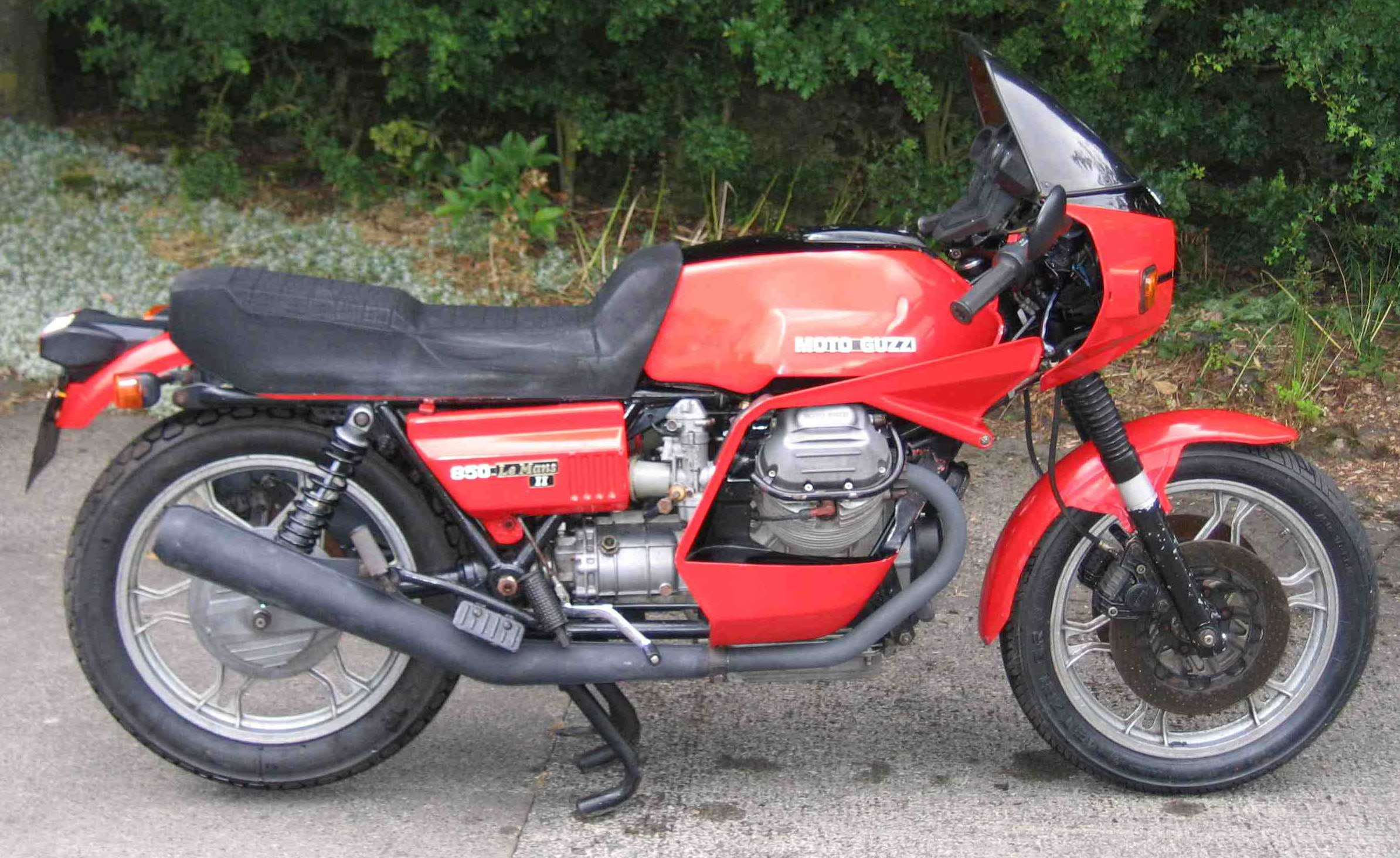
De sportieve Moto Guzzi 850 Le Mans II betekende de doorbraak van Nigusil, vooral doordat het overmatige olieverbruik van zijn voorganger ten einde kwam.

## Nigusil
Moto Guzzi gebruikte ook hardverchroomde cilinderwanden, maar introduceerde in 1979 een eigen versie van Nikasil, Nigusil. Het werd al toegepast op de Moto Guzzi V 35, de V 50 en de 850 T4 maar het beleefde een overtuigende doorbraak met de 850 Le Mans II, een sportmotor met een voor die tijd hoge gemiddelde zuigersnelheid van bijna 18 m/sec en een gecorrigeerde zuigersnelheid van 21 m/sec. Nigusil, een legering van nikkel en silicium, verlaagde de wrijvingscoëfficiënt, verminderde de slijtage en ook de noodzaak van smering. Bij de Moto Guzzi Le Mans II konden lichtere zuigers en zuigerveren met kleinere toleranties worden gebruikt. Daardoor liep de motortemperatuur ten opzichte van de voorganger Moto Guzzi 850 Le Mans (1976-1978) minder hoog op en aan het vrij hoge olieverbruik van de Le Mans kwam een einde. Andere fabrikanten, waaronder Maserati, namen het procedé over en het werd ook vaak toegepast in racemotoren.